# Casa 4 de Tercui
La Casa 4 de Tercui és una obra de Tremp (Pallars Jussà) protegida com a Bé Cultural d'Interès Local.

## Descripció
Es tracta d'un edifici complex, tant pel que fa a la seva ubicació respecte del parcel·lari de Tercui, -molt a prop d'un dels probables portals d'entrada medievals-, com per la possible existència en el seu interior de restes pertanyents al perímetre fortificat de l'antic nucli; concretament d'una torre de defensa de planta circular o semicircular. Un altre element de notable vàlua patrimonial el constitueix la porta principal, conformada per una espectacular llinda de pedra monolítica, que es perllonga com a bona part del brancal dret de l'obertura, i que mostra la cara interna treballada amb forma d'arc de mig punt motllurat.